# Free Dirt
Free Dirt è il primo album in studio del gruppo rock australiano Died Pretty, pubblicato nel 1986 con l'etichetta Citadel Records.

## Tracce
1. Life To Go (Landsakes) -  5:31
2. Just Skin  - 6:35
3. The 2.000 Year Old Murder  - 4:30
4. Next To Nothing  - 5:42
5. Blue Sky Day  - 3:25
6. Round And Round  - 2:36
7. Wig-out  - 3:05
8. Laughing Boy  - 3:34
9. Through Another Door  - 3:16

## Formazione
- Ronald S. Peno - voce
- Frank Brunetti - tastiere
- Brett Myers - chitarra e coro (voce principale in Through Another Door)
- Mark Lock - basso
- Chris Welsh - batteria